# Mesopolobus auditor
Mesopolobus auditor är en stekelart som beskrevs av Dzhanokmen 1975. Mesopolobus auditor ingår i släktet Mesopolobus och familjen puppglanssteklar.
Artens utbredningsområde är Kazakstan. Inga underarter finns listade i Catalogue of Life.